# 奥斯多夫
奥斯多夫是德国石勒苏益格－荷尔斯泰因州的一个市镇。总面积19.88平方公里，总人口2376人，其中男性1184人，女性1192人（2011年12月31日），人口密度120人/平方公里。